# Municipio de Eureka (condado de Rice)
El municipio de Eureka (en inglés: Eureka Township) es un municipio ubicado en el condado de Rice en el estado estadounidense de Kansas. En el año 2010 tenía una población de 52 habitantes y una densidad poblacional de 0,55 personas por km².

## Geografía
El municipio de Eureka se encuentra ubicado en las coordenadas 38°28′42″N 98°18′48″O / 38.47833, -98.31333. Según la Oficina del Censo de los Estados Unidos, el municipio tiene una superficie total de 94.79 km², de la cual 94,79 km² corresponden a tierra firme y (0 %) 0 km² es agua.

## Demografía
Según el censo de 2010, había 52 personas residiendo en el municipio de Eureka. La densidad de población era de 0,55 hab./km². De los 52 habitantes, el municipio de Eureka estaba compuesto por el 84,62 % blancos, el 1,92 % eran afroamericanos, el 13,46 % eran de otras razas. Del total de la población el 15,38 % eran hispanos o latinos de cualquier raza.